# Congresso del Popolo
Il Congresso del Popolo (in inglese Congress of the People, abbreviato in COPE) è un partito politico socialdemocratico di centro-sinistra sudafricano fondato nel dicembre del 2008 in seguito a una scissione dal partito di maggioranza del paese di sinistra, il Congresso Nazionale Africano (ANC). È guidato da Mosiuoa Lekota. Ha la propria sede principale a Sandton.

## Storia

### Antefatto
La nascita del COPE può essere ricondotta alla 52a Conferenza Nazionale dell'African National Congress, tenutasi a Polokwane nel dicembre del 2007. La conferenza evidenziò l'esistenza di diverse correnti in seno all'ANC, e si concluse con l'elezione di Jacob Zuma come nuovo leader del partito e nuovo candidato alla presidenza al posto di Thabo Mbeki. In precedenza, Zuma era stato vicepresidente a fianco di Mbeki, ma era stato poi allontanato dalla carica dallo stesso presidente. Il progressivo allontanamento fra Zuma e Mbeki è stato letto anche come espressione di rivalità etnica, essendo il primo di etnia zulu e il secondo xhosa, ma anche l'orientamento politico dei due leader è andato contrapponendosi in modo evidente negli ultimi anni, con Zuma che abbracciava posizioni sempre più vicine al neoliberismo occidentale mentre Mbeki manteneva una linea più progressista, vicina anche alle istanze del Partito Comunista Sudafricano e il Congresso dei Sindacati Sudafricani.
Formalmente, Zuma fu destituito dal suo incarico di vicepresidente in seguito a un'accusa di corruzione relativa a una compravendita di armi per diversi milioni di rand. Nel 2008, tuttavia, l'Alta Corte Sudafricana aveva dichiarato che le accuse rivolte a Zuma erano illegali, e che lo stesso presidente Mbeki aveva abusato della sua posizione per interferire indebitamente nel processo. Il conseguente scandalo aveva costretto Mbeki alle dimissioni, avvenute il 25 settembre del 2008.

### Il divorzio di Lekota
Il 23 settembre 2008, due giorni prima delle dimissioni di Mbeki, un altro esponente di rilievo dell'ANC, Mosiuoa Lekota, preannunciò l'intenzione di uscire dal partito (dicendo che aveva consegnato agli organi del partito "le carte del divorzio"), e l'8 ottobre comunicò che si sarebbe tenuto un congresso per stabilire l'eventuale nascita di un nuovo movimento politico. Molti sostenitori di Mbeki accolsero l'appello di Lekota, preparandosi a confluire nel nuovo partito ventilato da Lekota; fra questi si possono ricordare Mbhazima Shilowa (già premier del Gauteng), Leonard Ramatlakane e Mluleki George, entrambi membri di alto livello dell'amministrazione della Provincia del Capo Occidentale. Il sodalizio fra Shilowa e Lekota diffuse nei mass media l'uso del nomignolo "Shikota" per riferirsi al nuovo partito.
Il congresso voluto da Lekota si tenne il 1º novembre 2008, con oltre 5.000 partecipanti, inclusi molti rappresentanti di altri partiti politici. L'ANC non mandò una propria delegazione.

### Nascita del COPE
Al termine del congresso, Lekota annunciò che il nuovo partito sarebbe nato ufficialmente il 16 dicembre. Pochi giorni prima di tale data, l'11, si tennero le consultazioni elettorali municipali nella provincia del Capo Occidentale, e gli affiliati di Lekota (che in assenza di un costituzione ufficiale del partito si erano candidati come indipendenti) ottennero 10 seggi su 27, mentre l'ANC ne ottenne solo 3.
Il "Congresso del Popolo" venne finalmente creato con un nuovo congresso di tre giorni a Bloemfontein, dal 14 al 16 dicembre, e Lekota fu eletto presidente. L'ANC reagì alla fondazione del nuovo movimento aprendo una disputa legale sulla denominazione del nuovo movimento, che riprendeva quella del celebre congresso dell'ANC del 1955 in cui venne approvato il documento noto come Freedom Charter. La corte suprema di Pretoria rifiutò il ricorso dell'ANC.

### Verso le elezioni del 2009
In vista delle elezioni generali del 2009, il COPE ha presentato un manifesto (reso pubblico il 24 gennaio 2009) in cui si descrive il suo programma politico, che comprende tra l'altro una riforma del sistema elettorale sudafricano, attualmente proporzionale, a favore dell'elezione diretta del presidente, dei premier delle province e dei sindaci. Il 20 febbraio 2009 il partito ha annunciato la candidatura di Mvume Dandala alla presidenza del Sudafrica.
L'attuale struttura di governo del COPE, eletta a interim, comprende: Mosiuoa Lekota, Mbhazima Shilowa, Lynda Odendaal, Charlotte Lobe, Mluleki George, Smuts Ngonyama e Mvume Dandala.

## Rapporto con altri movimenti politici

### ANC e alleati
La prima reazione dell'ANC all'annuncio dell'intenzione di Lekota di fondare un movimento fu un tentativo di riconciliazione, offerto il 13 ottobre con la mediazione del tesoriere dell'ANC Mathews Phosa. Dopo il fallimento del negoziato, il giorno successivo, Lekota e George furono espulsi dall'esecutivo dell'ANC, e analoghe minacce furono rivolte ai loro simpatizzanti. Zuma e altri membri di rilievo dell'ANC e della sua coalizione, come il presidente della sezione giovanile dell'ANC (ANC Youth League) Julius Malema e alcuni esponenti del Partito Comunista Sudafricano, schernirono pubblicamente il nuovo movimento; i comunisti in particolare si riferirono ai futuri membri del COPE come "bestie delle destra". Zwelinzima Vavi, del Congress of South African Trade Unions (l'unione dei sindacati sudafricani) denunciò la secessione di Lekota e dei suoi come un "suicidio politico", confermando di identificare nell'ANC l'unico erede dei principi del Freedom Charter.

### Altri partiti
Diversi esponenti di partiti sudafricani, inclusi Helen Zille (Alleanza Democratica), Bantu Holomisa (Movimento Democratico Unito) e Mangosuthu Buthelezi (Partito della Libertà Inkata) salutarono con entusiasmo la nascita del COPE, sostenendo che la scissione avrebbe contribuito a diversificare la scena politica sudafricana e porre fine all'egemonia incontrastata dell'ANC. Commenti di segno opposto furono espressi da alcuni politici, come Patricia de Lille (Democratici Indipendenti), che videro l'indebolimento dell'ANC come un potenziale pericolo per la vita democratica del paese.

## Sostenitori e iscritti illustri
Al COPE hanno aderito come sostenitori o iscritti molti personaggi illustri della scena politica e culturale sudafricana, come Sipho Ngwema, Allan Boesak, Simon Grindrod, Phumzile Mlambo-Ngcuka, Saki Macozoma, e lo stesso Thabo Mbeki.

## Politica
In una intervista rilasciata al Sunday Times, Lekota ha citato come elementi principali della linea politica del COPE gli ideali del governo multirazziale e multiculturale e del mercato libero, e la rinuncia a qualsiasi collegamento con il marxismo. Lekota ha ventilato la possibilità di un accordo con Alleanza Democratica, un partito tradizionalmente liberista.
Nel manifesto pubblicato in vista delle elezioni politiche del 2009, il COPE ha incluso fra gli argomenti chiave del suo programma di governo la disoccupazione, la povertà, l'ambiente, il sistema scolastico superiore, la sanità, la condizione delle donne e dei giovani, i valori della famiglia e l'evoluzione del paese in senso non-razziale.
Fra le differenze più note e più discusse fra il programma del COPE e quello dell'ANC c'è l'intenzione, da parte del COPE, di riformare il sistema elettorale a favore dell'elezione diretta dei principali rappresentanti politici.